# Wolno-Nadieżdinskoje
Wolno-Nadieżdinskoje (ros. Вольно-Надеждинское) – wieś w Rosji, w Kraju Nadmorskim, ośrodek administracyjny rejonu nadieżdińskiego. W 2010 liczyła 6694 mieszkańców.